# Знание. Понимание. Умение
«Знание. Понимание. Умение» — междисциплинарный печатный и электронный научный журнал Московского гуманитарного университета, в котором освещаются фундаментальные и прикладные исследования в области гуманитарных наук. Периодичность выхода — четыре номера в год.
Главный редактор журнала — Игорь Михайлович Ильинский.
Заместитель главного редактора — Валерий Андреевич Луков (до июля 2020 года).

## История журнала
Идея создания научного журнала на базе Московского гуманитарного университета вынашивалась многие годы. После получения вузом статуса университета началось активное претворение её в жизнь. Предлагалось большое количество названий для нового издания. И. М. Ильинский выступил с предложением, чтобы название отражало «концепцию, основанную на особой роли понимания в современном научном знании и в образовательной деятельности». Первоначальный вариант — «Знание и понимание» — был дополнен и в результате за журналом было закреплено настоящее название, которое впоследствии было осмыслено как «атрибуция новой образовательной концепции, противостоящей распространенной триаде „знания — умения — навыки“». Таким образом, необычность названия связана с тем, что «в нем зафиксирована не область знаний (как в журналах „Вопросы философии“, „Вопросы культурологии“, „Проблемы Арктики и Антарктики“ и т. д.), не учреждение, издающее журнал <…>, не отмечаемый или желательный социокультурный процесс (как в журнале „Гуманизация образования“) или способ подхода к презентации исследования (как в журнале „Обозреватель“). В названии рассматриваемого журнала мы встречаемся с уникальным случаем: представлена, сформулирована фундаментальная научная концепция, актуальная для многих гуманитарных наук».
23 января 2004 года журнал был зарегистрирован Министерством РФ по делам печати, телерадиовещания и средств массовой коммуникации (свидетельство о регистрации ПИ № 77-17275) как периодическое издание, освещающее результаты фундаментальных и прикладных исследований в области гуманитарных наук. 16 февраля 2004 г. был создан Институт гуманитарных исследований МосГУ (с 2008 г. — Институт фундаментальных и прикладных исследований), коллектив которого и взял на себя всю работу по подготовке издания. 10 ноября 2004 г. был подписан в печать первый номер журнала. С 2005 г. журнал выходит ежеквартально (март, июнь, сентябрь, декабрь).
В 2006 году МосГУ при поддержке Российского гуманитарного научного фонда был создан Информационный гуманитарный портал с одноимённым названием. На ресурсе размещается цифровая версия журнала (содержание, пристатейные аннотации, ключевые слова, библиографические списки, а также полные тексты статей), а также электронная версия журнала с уникальным контентом, новости гуманитарных наук, анонсы научных мероприятий и другая информация для гуманитариев.
30 ноября 2006 года журнал был включен в перечень ведущих рецензируемых научных журналов и изданий ВАК, в которых публикуются основные научные результаты диссертации на соискание ученой степени доктора и кандидата наук по специальностям психология, педагогика, филология, искусствоведение.
24 апреля 2008 г. издание было включено в перечень ведущих рецензируемых научных журналов и изданий ВАК, в которых публикуются основные научные результаты диссертации на соискание ученой степени доктора и кандидата наук по специальностям психология, педагогика, филология, искусствоведение, философия, социология и культурология.
5 мая 2008 г. журналу был присвоен ISSN 1998-9873.
8 мая 2008 г. журнал был включен в Российский индекс научного цитирования.
5 марта 2010 г. решением Президиума Высшей аттестационной комиссии Минобрнауки России от 19 февраля 2010 года № 6/6 журнал был включен в перечень ведущих рецензируемых научных журналов и изданий.
27 сентября 2010 г. журнал включен в перечень ведущих рецензируемых научных журналов и изданий, в которых должны быть опубликованы основные научные результаты диссертации на соискание ученой степени доктора и кандидата наук.
8 апреля 2011 года информация о журнале была включена в «Ulrich’s Periodicals Directory».
17 июня 2011 г. издание включено в перечень ведущих рецензируемых научных журналов и изданий, в которых должны быть опубликованы основные научные результаты диссертации на соискание ученой степени доктора и кандидата наук.
25 мая 2012 г. журнал был включен в перечень ведущих рецензируемых научных журналов и изданий, в которых должны быть опубликованы основные научные результаты диссертаций на соискание ученых степеней доктора и кандидата наук, редакции 2012 года.
19 мая 2014 г. издание было включено в Перечень российских рецензируемых научных журналов, в которых должны быть опубликованы основные научные результаты диссертаций на соискание ученых степеней доктора и кандидата наук.
1 декабря 2015 г. журнал был включен в Перечень рецензируемых научных изданий, в которых должны быть опубликованы основные научные результаты диссертаций на соискание ученой степени кандидата наук, на соискание ученой степени доктора наук по следующим группам научных специальностей: 09.00.00 — философские науки; 23.00.00 — социологические науки; 24.00.00 — культурология.

## Руководство
Редакционная коллегия (в разные годы):
- Ильинский И. М., доктор философских наук, профессор (главный редактор)
- Ламажаа Ч. К., доктор философских наук (выпускающий редактор)
- Гайдин Б. Н., кандидат философских наук (ответственный секретарь)
- Агранат Д. Л., доктор социологических наук, доцент
- Алексеев С. В., доктор исторических наук, профессор
- Астафьева О. Н., доктор философских наук, профессор
- Бородай А. Д., доктор исторических наук, профессор
- Буранок О. М., доктор филологических наук, доктор педагогических наук, профессор (г. Самара)
- Буренко В. И., доктор политических наук, профессор (руководитель секции политических наук)
- Винокурова У. А., доктор социологических наук, доцент(г. Якутск)
- Воскобойников А. Э., доктор философских наук, профессор
- Гневашева В. А., доктор экономических наук, доцент
- Головин Ю. А., доктор политических наук, профессор (г. Ярославль)
- Горбатенко В. П., доктор политических наук, профессор (Украина)
- Захаров Н. В., доктор философии (PhD), кандидат филологических наук (руководитель секции филологических наук)
- Зубок Ю. А., доктор социологических наук, профессор
- Ивановский З. В., доктор политических наук, профессор
- Ильинская Н. И., кандидат педагогических наук
- Ильинский О. И., кандидат социологических наук
- Ищенко Ю. А., доктор философских наук, доцент (Украина)
- Карпухин О. И., доктор социологических наук, профессор
- Ковалёва А. И., доктор социологических наук, профессор (руководитель секции социологических наук)
- Кольцова В. А., доктор психологических наук, профессор
- Королёв А. А., доктор исторических наук, профессор
- Костина А. В., доктор философских наук, доктор культурологии, профессор (руководитель секции философских наук и культурологии)
- Лунёва О. В., кандидат психологических наук, профессор
- Маралов В. Г., доктор психологических наук, профессор (г. Череповец)
- Мосяков Д. В., доктор исторических наук, профессор
- Носкова О. Г., доктор психологических наук, профессор
- Пеньковский Д. Д., доктор исторических наук, профессор
- Позняков В. П., доктор психологических наук, профессор (руководитель секции психологических наук)
- Попков Ю. В., доктор философских наук, профессор (г. Новосибирск)
- Романюк Л. В., доктор педагогических наук, профессор
- Рябчиков В. В., доктор педагогических наук, профессор (г. Иркутск)
- Селивёрстова Е. Н., доктор педагогических наук, профессор (г. Владимир)
- Силантьева В. И., доктор филологических наук, профессор (Украина)
- Ситаров В. А., доктор педагогических наук, профессор (руководитель секции педагогических наук)
- Сковиков А. К., кандидат политических наук, доцент
- Сманцер А. П., доктор педагогических наук, профессор (Беларусь)
- Страва Т., доктор педагогических наук, профессор (Польша)
- Толкачёв С. П., доктор филологических наук, профессор
- Трыков В. П., доктор филологических наук, профессор
- Шабров О. Ф., доктор политических наук, профессор
- Шапинская Е. Н., доктор философских наук, профессор

Молодёжная редакция
- Луков С. В., кандидат социологических наук (ответственный секретарь)
- Канарш Г. Ю., кандидат политических наук
- Погорский Э. К., доктор философии (PhD), кандидат философских наук (Великобритания)
- Тихомиров Д. А., кандидат социологических наук[1]

Редакционный совет:
- Гусейнов А. А., академик РАН, доктор философских наук, профессор, директор Института философии РАН (председатель)
- Брумфилд У. К., доктор философии (Ph.D.), профессор славистики Университета Тулейна в Новом Орлеане (США)
- Воротников Ю. Л., член-корреспондент РАН, доктор филологических наук, учёный секретарь Отделения литературы и языка РАН, заведующий отделом грамматики и лексикологии Института русского языка им. В. В. Виноградова РАН
- Жулковска Т., доктор социологических наук, профессор, директор Института педагогики Щецинского университета (Польша)
- Журавлёв А. Л., член-корреспондент РАН, член-корреспондент РАО, доктор психологических наук, профессор, директор Института психологии РАН
- Журавлёв Ю. И., академик РАН, доктор физико-математических наук, профессор, председатель секции «Прикладная математика и информатика» Отделения математических наук РАН, заместитель директора ВЦ РАН по научной работе
- Захаров В. Н., доктор филологических наук, профессор, заведующий кафедрой русской литературы и журналистики Петрозаводского государственного университета
- Зохраб И., доктор философии (Ph.D.), профессор Университета Виктории (г. Веллингтон, Новая Зеландия)
- Ильинский И. М., доктор философских наук, профессор, ректор Московского гуманитарного университета
- Кофлер В., доктор медицины, профессор, президент Международной академии наук (Австрия)
- Крылов А. Н., доктор философии, профессор, директор Берлинского Вест-Ост института (Германия)
- Ляхтеэнмяки М., доктор философии (Ph.D.), профессор русского языка и культуры Университета Ювяскюля (Финляндия)
- Мажитов С. Ф., доктор исторических наук, профессор, генеральный директор Международного института интеграции социогуманитарных исследований, г. Алматы (Казахстан)
- Плаксий С. И., доктор философских наук, профессор, заслуженный деятель науки РФ, ректор Национального института бизнеса
- Тарасов Б. Н., доктор филологических наук, профессор, заслуженный деятель науки РФ, заведующий кафедрой зарубежной литературы Литературного института им. М. Горького
- Тощенко Ж. Т., член-корреспондент РАН, доктор философских наук, профессор, заведующий кафедрой теории и истории социологии Российского государственного гуманитарного университета
- Федотова В. Г., доктор философских наук, профессор, главный научный сотрудник, руководитель направления «Социальная философия и развитие гражданского общества в России» Института философии РАН
- Чжоу Ци-чао, доктор филологических наук, главный научный сотрудник Института иностранной литературы Китайской академии общественных наук (Пекин)

Ушедшие из жизни:
- Луков Вал. А., доктор философских наук, профессор (заместитель главного редактора)
- Луков Вл. А., доктор филологических наук, профессор, директор Центра теории и истории культуры Института фундаментальных и прикладных исследований МосГУ
- Межуев В. М., доктор философских наук, профессор, главный научный сотрудник Сектора философии культуры Института философии РАН
- Юдин Б. Г., член-корреспондент РАН, доктор философских наук, профессор, главный научный сотрудник Сектора гуманитарных экспертиз и биоэтики Института философии РАН

## Индексация журнала
Печатный журнал и электронная версия (ЭНИ «Информационный гуманитарный портал „Знание. Понимание. Умение“», с 2017 года — «Горизонты гуманитарного знания») индексируются в Российском индексе научного цитирования, научной электронной библиотеке КиберЛенинка, Google Scholar, CrossRef, а также в CiteFactor. Информация о журнале ежегодно отправляется в «Ulrich’s Periodicals Directory». Некоторые номера доступны в проекте Issuu. Статьи электронной версии журнала регистрировались в Реестре электронных научных изданий ФГУП НТЦ «Информрегистр» с 2011 г. до момента прекращения работы над проектом 1 ноября 2012 г.

## Критика
По данным сообщества «Диссернет», научный журнал имеет признаки издания «с грубыми нарушениями», поскольку в редколлегии и редсовете есть причастные к некорректным защитам и/или публикациям ученые, а две статьи были опубликованы также в других изданиях.

## Известные авторы
Среди авторов и респондентов журнала в разные годы были такие известные фигуры, как философ и логик А. А. Зиновьев, физик и телеведущий С. П. Капица, математик академик РАН Ю. И. Журавлев, физик член Президиума РАН Г. А. Месяц, экономист академик РАН Некипелов А. Д., государственный деятель Г. А. Зюганов и др. Среди постоянных авторов издания: директор Института философии РАН академик РАН А. А. Гусейнов, директор Института психологии РАН член-корреспондент РАН А. Л. Журавлев, ректор МосГУ профессор И. М. Ильинский, профессора Вал. А. Луков, Вл. А. Луков, В. М. Межуев, член-корреспондент РАН Б. Г. Юдин. География авторов издания обширна: в тридцати номерах были опубликованы статьи авторов из 28 стран мира.

## Основные рубрики
- Актуальный вопрос
- Война и мир
- Высшее образование для XXI века
- Государство и гражданское общество: политика, экономика, право
- Гуманитарная экспертиза
- Гуманитарные науки: теория и методология
- Интеграция науки и высшего образования
- Мониторинг
- Научный потенциал (работы молодых ученых)
- Образование и образованный человек в XXI веке
- От теории к практике
- Проблемы понимания
- Проблемы филологии, культурологии и искусствоведения
- Шекспировские штудии
- Религия, культура, образование
- Рецензии и аннотации
- Человеческий потенциал
- Энциклопедия гуманитарных наук

## Адрес
111395 Москва, ул. Юности, 5, корп. 6, Институт фундаментальных и прикладных исследований